# Дом Дружбы народов Татарстана
Дом Дружбы народов Татарстана (тат. Татарстан халыкларының Дуслык йорты) — республиканская организация Татарстана, занимающаяся возрождением, сохранением и развитием культур народов Татарстана. Открыт в 1999 году. Расположен по адресу: улица Павлюхина, дом 57.

## История
В 1992 году на первом Съезде народов Татарстана была создана Ассоциация национально-культурных обществ Республики Татарстан (АНКО РТ, ныне Ассамблея народов Татарстана), в состав которой вошли изначально вошли представители девяти этнических общин республики. В 1999 году республиканское правительство предоставило отдельное здание в центре Казани для создания Дома Дружбы народов Татарстана. Он был торжественно открыт 26 мая 1999 года. Целью этой организации было «оказание государственной поддержки общественным национально-культурным организациям по возрождению, сохранению и развитию культур народов Республики Татарстан». В 2005 году президент Республики Татарстан Минтимер Шаймиев подписал указ «О Доме Дружбы народов Татарстана», дающий Дому Дружбы народов статус самостоятельной республиканской организации, финансирование которой осуществляется из республиканского бюджета. Учредителем организации выступил Кабинет министров Республики Татарстан, она вошла в прямое подчинение Министерству культуры Республики Татарстан. Этнические общины республики получили отдельные помещения для эффективной организации этнокультурной деятельности.
Изначально Дом Дружбы народов размещался в старинном особняке на улице Островского. 29 августа 2012 года, в день 20-летия Ассамблеи, Дом Дружбы народов получил новое здание (бывшее здание НИИ «Вакууммаш») на улице Павлюхина. Новое пятиэтажное здание здание имело значительно большую площадь (около 4000 м²), а также концертный зал на 300 мест. Помимо концертного зала в здании разместились рабочие помещения всех национальных общественных организаций, исполкома Ассамблеи, залы торжеств, встреч, конференций, редакция журнала «Наш дом-Татарстан», кабинеты сотрудников Дома дружбы народов, информационный центр, комната костюмов, гримёрные комнаты для артистов, танцевальный зал, многонациональная воскресная школа, музей «Дружба», комната технического обслуживания. В Доме дружбы народов созданы особые условия для людей с ограниченными физическими возможностями. Имеются пандусы, лифты, помещения, отвечающие требованиям пожарной безопасности, специальные «тропинки» для слабовидящих.